# (29200) 1991 FX2
(29200) 1991 FX2 est un astéroïde de la ceinture principale d'astéroïdes découvert en 1991.

## Description
(29200) 1991 FX2 a été découvert le 20 mars 1991 à l'observatoire de La Silla, au Chili, par Henri Debehogne.

### Caractéristiques orbitales
L'orbite de cet astéroïde est caractérisée par un demi-grand axe de 2,59 ua, un périhélie de 2,14 ua, une excentricité de 0,17 et une inclinaison de 13,29° par rapport à l'écliptique. Du fait de ces caractéristiques, à savoir un demi-grand axe compris entre 2 et 3,2 ua et un périhélie supérieur à 1,666 ua, il est classé, selon la JPL Small-Body Database, comme objet de la ceinture principale d'astéroïdes.

### Caractéristiques physiques
(29200) 1991 FX2 a une magnitude absolue (H) de 13,0 et un albédo estimé à 0,499.